# دلتا (حرف)
دلتا (باليونانية:δέλτα) هو الحرف الرابع من حروف الأبجدية الإغريقية، يأخذ الحرف شكلين الكبير (Δ) والصغير (δ). وهو يحمل القيمة 4 في الأرقام اليونانية.